# Orange (manga)
Orange (オレンジ Orenji?) är en manga-serie som skrivs och tecknas av Ichigo Takano. Den gavs först ut i Bessatsu Margaret och har sedan givits ut i Monthly Action. Serien handlar om Takamiya Naho som får ett mystiskt brev från någon som påstår sig vara henne själv från tio år in i framtiden.
Orange har fått positiva recensioner och sålt över fyra miljoner exemplar. En anime baserad på serien visades under juli 2016.

## Utgivning
Orange gavs först ut av Shueisha i Bessatsu Margaret den 13 mars 2012. Därefter flyttades serien till Monthly Action. Sammanlagt publicerades fem tankōbon-volymer.

## Annan media

### Anime
En anime, regisserad av Hiroshi Hamasaki och skriven av Yūko Kakihara, började att sändas under juli 2016.